# Ateuchus connexum
Ateuchus connexum är en skalbaggsart som beskrevs av Edgar von Harold 1868. Ateuchus connexum ingår i släktet Ateuchus och familjen bladhorningar. Inga underarter finns listade.